# Welcome to the Dollhouse
| Recensione           | Giudizio   |
| -------------------- | ---------- |
| Allmusic             | [ 2 ]      |
| Billboard            | Favorevole |
| The Boston Globe     | Negativo   |
| Entertainment Weekly | C          |
| Slant Magazine       | [ 6 ]      |
| USA Today            | [ 7 ]      |

Welcome to the Dollhouse è il secondo album del gruppo musicale R&B statunitense Danity Kane con la formazione originale del gruppo composta da Shannon Bex, Aundrea Fimbres, Aubrey O'Day, Dawn Richard, e D. Woods. È stato l'ultimo album prima dello scioglimento del gruppo avvenuto nel 2009.
L'album è stato pubblicato dall'etichetta discografica Atlantic il 19 marzo 2008 negli Stati Uniti e il 25 marzo in Canada. L'album è diventato il secondo album consecutivo del gruppo a debuttare alla posizione numero 1 della Billboard 200.

## Produzione
Le Danity Kane registrarono l'album in cinque settimane, durante le riprese di Making the Band 4 insieme al gruppo Day26 e al cantante Donnie Klang, a New York prima e poi a Miami. Divenne il secondo album consecutivo del gruppo a debuttare alla posizione numero 1 della Billboard 200. È stato l'ultimo album pubblicato dal gruppo prima dello scioglimento avvenuto nel 2009. Dall'album sono stati estratti i singoli Damaged e Bad Girl, quest'ultimo ha visto la collaborazione del gruppo con la rapper Missy Elliot.
I membri del gruppo hanno scritto e prodotto alcune delle canzoni presenti all'interno dell'album, inoltre hanno anche scelto il nome da dare a questo loro secondo album.

## Successo commerciale
Welcome to the Dollhouse divenne il secondo album consecutivo del gruppo a debuttare alla posizione numero 1 della Billboard 200, vendendo 236 000 copie nella prima settimana. Dopo poco meno di un mese l'album ha ricevuto la certificazione del disco d'oro dalla RIAA nell'aprile 2008 e, quattro mesi dopo, del disco di platino con un milione di copie vendute negli Stati Uniti..

## Singoli
Il primo singolo tratto da questo secondo album è stato Damaged, il quale è stato scelto come singolo di lancio in seguito ad un sondaggio dai fan. Nel gennaio 2008 le Danity Kane postarono sulle loro rispettive pagine di MySpace dicendo che davano la possibilità ai propri fan di scegliere il loro prossimo singolo. I fan scelsero due singoli Damaged e Pretty Boy. Tra i due Damaged ricevette più voti e di conseguenza divenne il primo singolo tratto da Welcome to the Dollhouse. Il singolo ha debuttato nella Billboard Hot 100 alla posizione 64 nella prima settimana, arrivando alla numero 27 nella seconda. È stato il singolo più di successo della band, in quanto è stato scaricato circa 2.000.000 di volte.
Erik White ha diretto il video di Bad Girl mentre Gil Duldulao si era occupata della coreografia. Nel video ci sono dei cameo di Missy Elliott, Qwanell Mosley membro del gruppo Day26 e di Talan Torriero del reality show di MTV Laguna Beach. Il singolo ha raggiunto la posizione numero 85 nell Billboard Pop 100.

## Tracce
| #   | Titolo                                    | Scrittori | Produttori                                        | Durata |
| --- | ----------------------------------------- | --- | ------------------------------------------------- | ------ |
| 1.  | Welcome to the Dollhouse (feat. P. Diddy) | Harve Pierre, Sean Combs, Antwan Thompson | Thompson, Pierre                                  | 3:12   |
| 2.  | Bad Girl (feat. Missy Elliott)            | Mary Brown, James Washington, Devin Parker, Danja, Missy Elliott                                                                                   | Danja                                             | 4:01   |
| 3.  | Damaged                                   | Jonathan Yip, Jeremy Reeves, Micayle McKinney, Ray Romulos, Shannon Lawrence, Rose Marie Tan, James Smith, Justin Walker, Sean Combs, Mario Winans | Stereotypes, Sean Combs, Mario Winans             | 4:04   |
| 4.  | Pretty Boy                                | Balewa Muhammad, Candace Nelson, Ezekiel Lewis, P. "J. Que" Smith, Danja                                                                           | Danja                                             | 3:59   |
| 5.  | Strip Tease                               | Shannon Bex, Aundrea Fimbres, Aubrey O'Day, Dawn Richard, D. Woods, Danja, James Washington                                                        | Danja                                             | 3:15   |
| 6.  | Sucka for Love                            | Bryan-Michael Cox, Kendrick A.J. Dean, B. Muhammad, James Smith                                                                                    | Bryan-Michael Cox, Wyldcard, The Clutch           | 2:55   |
| 7.  | Secret Place (Interlude)                  | Shannon Bex, Aundrea Fimbres, Aubrey O'Day, Dawn Richard, e D. Woods                                                                               | Mario Winans                                      | 1:16   |
| 8.  | Ecstasy (feat. Rick Ross)                 | Andrew Harr, Jermaine Jackson, William Roberts | The Runners                                       | 4:36   |
| 9.  | 2 of You                                  | State of Emergency, Darnley Scantlebury, Bryan-Michael Cox, Adonis Shropshire, Aian David Clarke, Wynter Gordon                                    | State of Emergency, Wyldcard, Bryan-Michael Cox   | 3:53   |
| 10. | Lights Out                                | Dawn Richard, Neil Betz, Craig Betz, Mario Winans, Sean Combs                                                                                      | Flex & Hated, Akeem Lee, Mario Winans, Sean Combs | 3:25   |
| 11. | Picture This (Interlude)                  | Aubrey O'Day, D. Woods, Mario Winans | Mario Winans                                      | 1:14   |
| 12. | Poetry                                    | James Hoe, Tiff Star, Mario Winans, Sean Combs | Mario Winans, Malay                               | 4:42   |
| 13. | Key to My Heart                           | Shanell Woodgett, Reggie Perry | Scyience                                          | 2:29   |
| 14. | Flashback (Interlude)                     | Romeo IX, D. Woods, Dawn Richard | Romeo IX                                          | 1:13   |
| 15. | Is Anybody Listening...                   | Niara Scarlet, Fridolin Nordsoe, Mario Winans, Sean Combs                                                                                          | Fridolin Nordsoe, Mario Winans, Sean Combs        | 3:27   |
| 16. | Ain't Going (feat. Day26 e Donnie Klang)  | Iyanna Dean, D. Woods, Dawn Richard, Bernard Malik                                                                                                 | Bernard Malik                                     | 3:16   |

### TargetBonus Track
Venne lanciata una versione dell'album esclusiva per la Target Corporation, una catena di grandi magazzini molto famosa negli Stati Uniti, che contiene una bonus track presente solo nella versione acquistabile presso uno dei punti vendita della catena:
- "Make Me Sick" (scritto da Anesha Birchett, Antea Joy Birchett, Chris Grayson, Kateeb Muhammad e prodotto da Rockwilder)

### iTunesAmerica Bonus Track
Venne inoltre pubblicata una versione dell'album scaricabile tramite iTunes contenente quattro bonus track:
- Show Stopper (Dave Audé Club remix)
- Show Stopper (Solitaire Club remix)
- Damaged (Acapella)
- Damaged (Music video version)

## Classifiche
| Classifica (2008) | Posizione massima |
| ----------------- | ----------------- |
| Stati Uniti       | 1                 |

## Date di pubblicazione
- 18 marzo 2008[21]
- 18 marzo 2008[21]
- 25 marzo 2008[22]
- 21 aprile 2008[23]
- 9 maggio 2008[24]
- 13 settembre 2008[25]

## Premi
| Anno | Premio                | Categoria                  | Album/Singolo            | Risultato       |
| ---- | --------------------- | -------------------------- | ------------------------ | --------------- |
| 2008 | Teen Choice Award     | "Best R&B Track"           | Damaged                  | Candidato/a     |
| 2008 | MTV Video Music Award | "Best Pop Video"           | Damaged                  | Candidato/a     |
| 2008 | MTV Video Music Award | "Best Dancing in a Video"  | Damaged                  | Candidato/a     |
| 2008 | Starshine Magazine    | "Best Dance Song"          | Damaged                  | Candidato/a     |
| 2008 | Starshine Magazine    | "Best R&B / Hip-Hop Song"  | Damaged                  | Candidato/a     |
| 2008 | Online Hip Hop Awards | "Album of the Year (R&B)"  | Welcome to the Dollhouse | Vincitore/trice |
| 2008 | Online Hip Hop Awards | "Off the Hook Award (R&B)" | Damaged                  | Vincitore/trice |